# Amrit Kaur
Pour les articles homonymes, voir Kaur.
Amrit Kaur, née le 4 juin 1993 à Markham (Ontario), est une actrice canadienne. En 2021, elle est incarne Bela, l'un des rôles principaux de la série HBO The Sex Lives of College Girls,.

## Filmographie

### Cinéma
- 2017 : Brown Girl Begins : Pasha
- 2018 : Little Italy : Jessie

### Télévision
- 2015–2018 : Anarkali : Roop (20 épisodes)
- 2016 : American Gothic : une employée
- 2017 : Odd Squad : Annette
- 2017 : Kim's Convenience : Lauren
- 2019 : De celles qui osent : Ginny
- 2019 : Star Trek: Short Treks : Cadet Thira Sidhu
- 2019 : Hudson & Rex : Gabby Mitchell (2 épisodes)
- 2020 : Nurses : Dawn
- 2020 : The D Cut : Viva (6 épisodes)
- 2021 : The Sex Lives of College Girls : Bela (10 épisodes)[3]